# 드루 와이스먼
드루 와이스먼(영어: Drew Weissman, 1959년 9월 7일~)은 RNA 생물학 분야의 연구 성과로 가장 유명한 미국의 의사이자 과학자이다. 와이스먼은 연구는 효과적인 mRNA 백신의 개발에 큰 도움이 되었으며, 그 중 가장 잘 알려진 성과로는 바이온텍/화이자와 모더나가 생산한 코로나19 백신이다. 와이스먼은 펜실베이니아 대학교의 페레먼 의과대학의 의학 교수이다. 연구 동료인 커털린 커리코는 권위 있는 래스커-드베이키 임상 의학 연구상을 포함하여 수많은 상을 받았다.

## 생애
와이스먼은 매사추세츠주 렉싱턴에서 자랐다. 1981년 브랜다이스 대학교에서 생화학 및 효소학을 전공하여 학사 및 석사 학위를 받았으며 Gerald Fasman의 연구실에서 근무했다. 이후 면역학 및 미생물학 대학원 과정을 수행하여 1987년 감리교와 제휴한 보스턴 대학교에서 MD 및 박사 학위를 받았다. 그 후 와이스먼은 Beth Israel Deaconess Medical Center 에서 레지던트를 했고, 그 후 현재 국립 알레르기 및 전염병 연구소 소장 인 앤서니 파우치의 감독하에 NIH(National Institutes of Health)에서 펠로우십을 했다.
1997년 와이스먼은 RNA와 선천 면역계 생물학을 연구하기 위해 펜실베이니아 대학교로 옮겨 연구실 생활을 시작했다. 그는 현재 대학 백신 연구의 Roberts 가족 교수이다.
대학에서 백신을 연구하는 면역학자인 와이스먼은 연구실에서 미래의 동료이자 협력자인 커리코 커털린을 만났다. 당시 커리코는 뇌질환과 뇌졸중에 대해 RNA 치료를 시도하고 있었다. 와이스먼은 커리코와 공동 작업을 시작했으며, 이후 그녀의 초점을 RNA 기술을 백신에 적용하는 것으로 전환했다. 그들이 직면한 주요 장애물은 RNA가 부작용으로 원치 않는 면역 및 염증 반응을 일으키고 있다는 것이었다. 2005년에 그들은 합성 뉴클레오사이드를 사용하여 RNA를 수정하여 체내에서 분해되는 것을 방지하는 획기적인 연구를 발표했다. 이 돌파구는 RNA 치료제의 사용을 위한 토대를 마련했다. 2006년에 그와 Karikó는 RNARx를 공동 설립했다. 그들의 목표는 새로운 RNA 치료법을 개발하는 것이었다. 2020년에 그들의 변형된 RNA 기술은 COVID-19 대유행에 맞서 전 세계적으로 배포된 Pfizer/BioNTech 및 Moderna COVID-19 백신의 핵심 기본 구성 요소가 되었다. 와이스먼은 동일한 기술이 인플루엔자, 헤르페스 및 HIV에 대한 백신을 개발하는 데 사용될 수 있기를 희망한다.
와이스먼은 또한 태국의 쭐랄롱꼰 대학교의 과학자들과 협력하여 해당 국가와 백신에 즉시 접근할 수 없는 이웃 저소득 국가를 위해 COVID-19 백신을 개발하고 제공하고 있다.